# Sozma Qala (huyện)
Sozma Qala là một huyện thuộc tỉnh Sar-e Pol, Afghanistan. Dân số thời điểm năm 1999 là 47,046 người.